# Kasper Høgh
Kasper Waarts Høgh (Randers, 6 dicembre 2000) è un calciatore danese, attaccante del Bodø/Glimt.

## Carriera

### Club
Cresciuto nel settore giovanile del Randers, ha esordito in prima squadra il 15 aprile 2018 disputando l'incontro di Superligaen perso 3-0 contro l'Odense.
Il 18 gennaio 2023 è passato in prestito – con diritto di riscatto – ai norvegesi dello Stabæk. Il 2 luglio seguente, lo Stabæk lo ha ingaggiato a titolo definitivo, col giocatore che ha firmato un accordo fino al 31 dicembre 2025.
Il 2 ottobre 2023, il Bodø/Glimt ha ufficializzato il tesseramento di Høgh, a partire dal 1º gennaio 2024.

### Nazionale
Ha giocato nelle nazionali giovanili danesi Under-18 ed Under-19.

## Statistiche

### Presenze e reti nei club
Statistiche aggiornate al 8 marzo 2025.
| Stagione          | Squadra           | Campionato        | Campionato | Campionato | Coppe nazionali | Coppe nazionali | Coppe nazionali | Coppe continentali | Coppe continentali | Coppe continentali | Altre coppe | Altre coppe | Altre coppe | Totale | Totale |
| Stagione          | Squadra           | Comp              | Pres       | Reti       | Comp            | Pres            | Reti            | Comp               | Pres               | Reti               | Comp        | Pres        | Reti        | Pres   | Reti   |
| ----------------- | ----------------- | ----------------- | ---------- | ---------- | --------------- | --------------- | --------------- | ------------------ | ------------------ | ------------------ | ----------- | ----------- | ----------- | ------ | ------ |
| apr. 2018         | Randers           | SL                | 0+2        | 0          | CD              | -               | -               |                    | -                  | -                  |             | -           | -           | 2      | 0      |
| 2018-2019         | Randers           | SL                | 2          | 0          | CD              | 1               | 0               |                    | -                  | -                  |             | -           | -           | 3      | 0      |
| 2019-2020         | Randers           | SL                | 8          | 0          | CD              | 4               | 1               |                    | -                  | -                  |             | -           | -           | 12     | 1      |
| ago.-dic. 2020    | Valur             | UD                | 5          | 0          | CI+CdL          | -               | -               |                    | -                  | -                  |             | -           | -           | 5      | 0      |
| gen.-giu. 2021    | Randers           | SL                | 3+1        | 0          | CD              | 1               | 0               |                    | -                  | -                  |             | -           | -           | 5      | 0      |
| Totale Randers    | Totale Randers    | Totale Randers    | 16         | 0          |                 | 6               | 1               |                    | -                  | -                  |             | -           | -           | 22     | 1      |
| 2021-gen. 2022    | Hobro             | 1D                | 12         | 4          | CD              | -               | -               |                    | -                  | -                  |             | -           | -           | 12     | 4      |
| gen.-giu. 2022    | Aalborg           | SL                | 5+10+1     | 3+0+0      | CD              | -               | -               |                    | -                  | -                  |             | -           | -           | 16     | 3      |
| lug.-nov. 2022    | Aalborg           | SL                | 4          | 0          | CD              | 1               | 0               | -                  | -                  | -                  | -           | -           | -           | 5      | 0      |
| Totale Aalborg    | Totale Aalborg    | Totale Aalborg    | 9+10+1     | 3+0+0      |                 | 1               | 0               |                    | -                  | -                  |             | -           | -           | 21     | 3      |
| 2023              | Stabæk            | ES                | 14         | 5          | CN              | 3               | 3               | -                  | -                  | -                  | -           | -           | -           | 17     | 8      |
| 2024              | Bodø/Glimt        | ES                | 23         | 12         | CN              | 1               | 0               | UCL+UEL            | 5+12               | 2+7                | -           | -           | -           | 41     | 21     |
| 2025              | Bodø/Glimt        | ES                | 2          | 2          | CN              | 0               | 0               | UCL                | 0                  | 0                  | -           | -           | -           | 2      | 2      |
| Totale Bodø/Glimt | Totale Bodø/Glimt | Totale Bodø/Glimt | 25         | 14         |                 | 1               | 0               |                    | 17                 | 9                  |             | -           | -           | 43     | 23     |
| Totale carriera   | Totale carriera   | Totale carriera   | 92         | 26         |                 | 11              | 4               |                    | 17                 | 9                  |             | -           | -           | 120    | 39     |

## Palmarès

### Club
- Campionato islandese: 1

Valur: 2020
- Coppa di Danimarca: 1

Randers: 2020-2021
- Campionato norvegese: 1

Bodø/Glimt: 2024

### Individuale
- Capocannoniere della UEFA Europa League: 1

2024-2025 (7 gol)